# محطة قطار سيدي عمار
مَحطة سيدي عمار هي محطة قطار جزائرية تقع في بلدية سيدي عمار في ولاية عنابة. تُعدّ جزءًا من شبكة الخطوط الإقليمية التي وتديرها الشركة الوطنية للنقل بالسكك الحديدية في الجزائر.

## الموقع في السكك الحديدية
َتَقع المحطة جنوب مدينة سيدي عمار، على الخط الممتد من عنابة إلى سيدي عمار . المحطة النهائية للخط، تسبقها محطة شايبة .

## خدمة الركاب

### خدمة
تقع المحطة بالقرب من المركز الجامعي سيدي عمار التابع لجامعة باجي مختار بعنابة ، وتخدمها القطارات الجهوية على طريق عنابة - سيدي عمار ,.

### روابط خارجية
- "ش.و.ن.س.ح". الشركة الوطنية للنقل بالسكك الحديدية. مؤرشف من الأصل في 2025-05-05.